# Arbrå BK
Arbrå BK är en idrottsförening i Arbrå i Sverige. Klubben bildades 1928.
Klubben har idag ett samarbete med Vallsta IF i Div 6.
På damsidan spelar man i Div 3. Hemmamatcher spelas på Arbrå IP.
Damfotbollslaget spelade i Sveriges högsta division 1981.

### Fotnoter
1. ↑  Jimmy Lindahl (27 februari 2004). ”Maratontabell för högsta damserien 1978-2003”. Bolletinen. http://www.bolletinen.se/sfs/pdf/stat_d_maraton_1978_2003_maratontab_f_hogsta_damserien.pdf. Läst 14 oktober 2013.